# D. E. Shaw & Co.

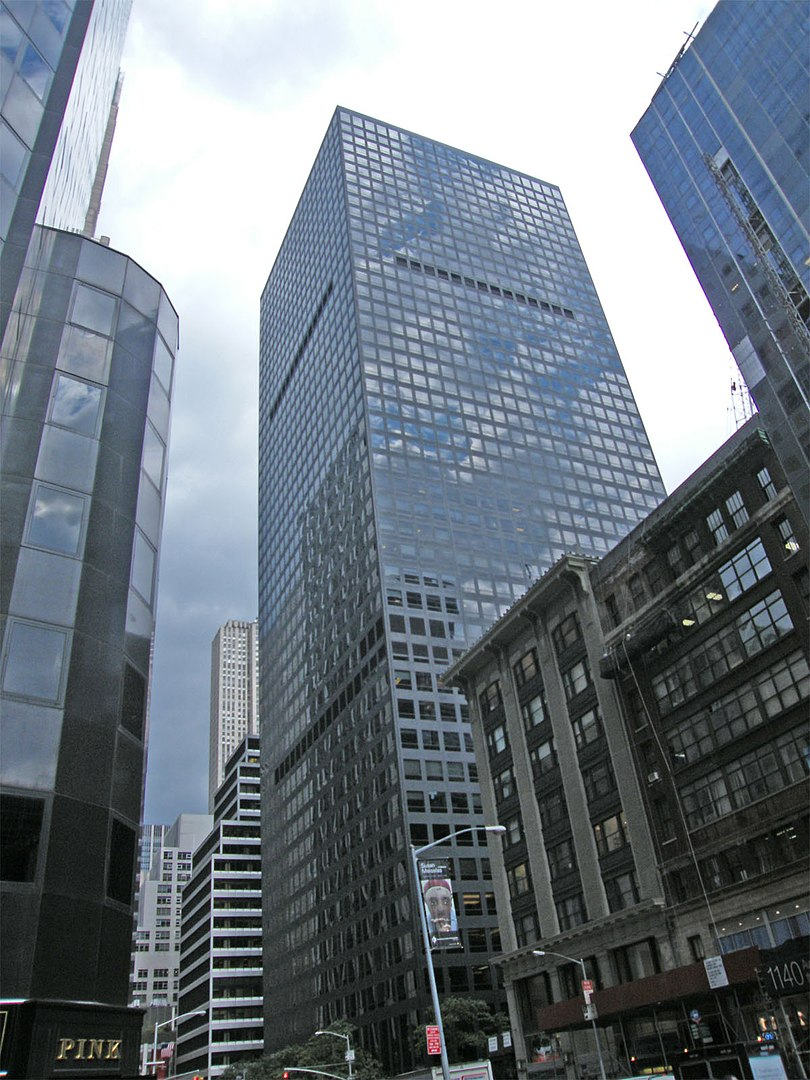
Bürogebäude der Firma D. E. Shaw & Co. in New York City

D. E. Shaw & Co. ist ein US-amerikanischer Hedgefonds mit Firmensitz in New York City.

## Geschichte

### Anfänge
Gegründet wurde das Unternehmen 1988 vom Informatiker David E. Shaw, der vorher als Professor an der Columbia University Informatik unterrichtete. D.E. Shaw begann ab dem Juni 1989 zu investieren, nachdem er etwa 28 Millionen Dollar Kapital von Donald Sussmans Investment-Firma Paloma Partners sowie zahlreichen weiteren Investoren erhalten hatte. Zunächst in der Nähe der New York University gelegen, zog das Unternehmen zunächst in die Park Avenue South und 2010 in die 1166 Sixth Avenue, wo sie auch noch heute ihren Sitz hat.
Der Hedgefond hielt seinen Trading-Algorithmus geheim, der von zahlreichen Wissenschaftlern, Mathematikern und Programmierern entwickelt wurde. Um sich breiter aufzustellen, wurden 1992 auch Absolventen der Geisteswissenschaften eingestellt.
David Shaw legte viel Wert auf Risikomanagement und Erhaltung des Kapitals. Das Unternehmen beauftragte daher einen Führungsausschuss und einen Chief Risk Officer, die verschiedene Szenarien analysierten und das Risiko bewerteten. Damit legte der Hedgefond andere Prioritäten als das Gros der Branche zu jener Zeit.
Bereits 1994 erwirtschaftete der Hedgefonds einen Gewinn von 26 Prozent und verwaltete mehrere hundert Millionen US-Dollars mit marktneutralen Strategien, inklusive statistischer Arbitrage, Arbitrage mit japanischen Optionsscheinen, Wandelanleihen und festverzinslichen Wertpapieren. Neben dem Hedgefonds gründete das Unternehmen Mitte der 1990er eine Broker-Dealer-Tochtergesellschaft, den E-Mail-Anbieter Juno Online Services, ein Online-Banking-Unternehmen und eine Niederlassung in Indien, sich auf die Entwicklung von Software und Systemen zur Unterstützung der Handelsgeschäfte und des Online-Geschäfts des Unternehmens konzentrierte.

### Erste Finanzkrise
1997 gelang es D. E. Shaw fast alle frühen Investoren Kapital zurückzuzahlen und erhielt von der Bank of America fast 2 Milliarden US-Dollar Kreditfazilität, eine viel höhere Summe, als diese normalerweise erlaubte. Man bildete mit der Bank of America eine Strategische Allianz – Die Bank of America gab dem Hedgefonds eine Finanzspritze von 1,4 Milliarden US-Dollar und hoffte dadurch aus den weiteren Profiten Kapital zu schlagen. Ein Jahr später brach der Hedgefonds jedoch ein, als durch die Russlandkrise bedingt ein Teil des festverzinslichen Portfolios einbrach und so Verluste eingefahren wurden. Dadurch verlor die Bank of America mehr als eine halbe Milliarde Euro und musste weitere 490 Millionen einsetzen, um Aktionärsklagen beizulegen.
Dieser gab 2002 die Leitung ab, um sich biomedizinischer Forschung zu widmen. Im Unternehmen sind rund 1.600 Mitarbeiter beschäftigt. Das Unternehmen gilt als ein Pionier des Hochgeschwindigkeitshandels von Wertpapieren auf Basis von Algorithmen. Der Fonds hatte 2019 einen Umfang von 50 Milliarden Dollar.
Im Zuge dessen musste D. E. Shaw 1999 360 Mitarbeiter entlassen. es verblieben 180 Mitarbeiter im Unternehmen. Das Gesamtvermögen sank von 1,7 Milliarden US-Dollar auf 460 Millionen. Im Anschluss gelang es dem Hedgefond sich zu stabilisieren.

### Management-Umbau
Gründer David E. Shaw zog sich ab 2002 aus dem Tagesgeschäft zurück, um sich auf D. E. Shaw Research zu konzentrieren. er übertrug seine Leitungsfunktionen auf ein Team von sechs Senior Managing Directors. Der Exekutivausschuss bestand bis 2012 aus Anne Dinning, Julius Gaudio, Louis Salkind, Stuart Steckler, Max Stone und Eric Wepsic.

### Indischer Markt (2006–2013)
D. E. Shaw trat 2006 in den indischen Markt ein, mit Anil Chawla, dem damaligen CEO von GE-Commercial Finance für Indien & Südostasien, als Landesmanager. Der Hauptsitz der indischen Niederlassung befand sich zunächst in Hyderabad, Telangana. D. E. Shaw schloss mehrere große Private-Equity-Geschäfte in dem Land ab. Dazu gehörte ein Joint-Venture mit Indiens größtem Privatunternehmen Reliance Industries zur Erbringung von Finanzdienstleistungen. Zu den weiteren Investoren gehörten das Immobilienunternehmen DLF Assets Limited und die Verlagsgruppe Amar Ujala Publications. Die Deals mit diesen waren Gegenstand von behördlichen Prüfungen und Rechtsstreitigkeiten in Indien. Chawla verließ seine Position bei D. E. Shaw im Jahr 2012. 2013 schränkte der Hedgefond seine Aktivitäten in Indien wieder ein.

### Finanzkrise (ab 2007)
2007 verkaufte David Shaw einen zwanzig prozentigen Anteil an die Lehman Brothers, um seine persönlichen Beteiligungen weiter zu streuen.
Zu Beginn der weltweiten Finanzkrise ab 2007 hatte D.E. Shaws Multi-Strategie-Fonds Vermögenswerte in Höhe von 20 Milliarden US-Dollar. Ein Drittel des Fonds entfiel auf die Aktienmärkte und aktiengebundene quantitative Strategien. Infolgedessen verlor der Fonds im August 2007 fünf Prozent seines Vermögens und verzeichnete seinen bis dahin schlechtesten Monat. Im September 2008 war das Kapital des Unternehmens vierfach gehebelt. In den letzten Monaten des Jahres 2008 gingen die Gewinne der damals 15 Mrd. USD schweren Multi-Strategie-Fonds verloren. Betroffen von der Finanzkrise waren außerdem die Kreditwerte, die mit 20 % einen Großteil des Vermögens ausmachten.
D. E. Shaw versuchte die Verluste zu kompensieren, in dem sie die Rückgabe von Geldern an die Anleger kurzzeitig stoppte, was wiederum einen Teil ihrer Kunden verärgerte. Das Unternehmen verlor so zunächst 2 Milliarden US-Dollar an Rückgaben und ein Jahr später noch einmal etwa 7 Milliarden US-Dollar. Insgesamt fielen die Vermögenswerte des Unternehmens von einem Allzeit-Hoch von 34 Milliarden 2007 bis 2010 auf 21 Milliarden. Von ihren 1300 Mitarbeitern mussten sie 10 % entlassen. Dennoch traf die Krise sie nicht so hart, wie andere Fonds. Zum Zeitpunkt des Konkurses von Lehman Brothers im September 2008 blieben die Beteiligungen an D. E. Shaw & Co. intakt.
2015 kaufte Hillspire, das Family Office Management vom Google-Vorsitzenden Eric Schmidt und seiner Frau, 20 Prozent der passiven Anteile von D. E. Shaw aus der Konkursmasse der Lehmann Brothers auf.
2022 musste das Unternehmen auf Grund einer Verleumdungsklage eines ehemaligen Angestellten 52 Millionen US-Dollar Strafe zahlen. Dem Angestellten wurde 2018 gekündigt, weil er nach Angaben des Unternehmens „grobe Verstöße gegen unsere Normen und Werte“ begangen hätte. Der Fall stand in Zusammenhang mit der MeToo-Bewegung. Im Verfahren wurde der Angestellte von dem Vorwurf unangemessenen sexuellen Verhaltens freigesprochen.
Bis zum 1. März 2024 erreichte D. E. Shaw insgesamt 60 Milliarden US-Dollar in Investitionen und gebundenem Kapital zu erwirtschaften.

## Strukturen
Derzeit besteht der Exekutivausschuss aus Anne Dinning, Max Stone, Eric Wepsic, Eddie Fishman, Alexis Halaby und Edwin Jager. Die Firma hat derzeit 1700 Mitarbeiter.
Derzeit hat das Unternehmen Sitze in den Vereinigten Staaten mit dem Hauptsitz weiterhin in New York City und Büros in Silicon Valley, Boston, Kansas City, Princeton und Westchester. In China eröffnete 2007 eine Außenstelle in Hongkong und 2010 in Shanghai. In Hyderabad, Indien befindet sich trotz der Einschränkungen ab 2013 weiterhin das größte Auslandsbüro mit 600 Mitarbeitern. Außerdem existieren zwei Büros in Bengaluru und Gurugram. Vertreten ist das Unternehmen außerdem in London, Singapur, den Bermuda und Luxemburg.

## Wohltätigkeit
Das Unternehmen unterstützt finanziell eine Reihe von Bildungsprogrammen, insbesondere im mathematischen Feld. Dazu gehören die American Regions Mathematics League, United States of America Mathematical Olympiad, die Internationale Mathematik-Olympiade, das Mathematical Olympiad Program und The Center for Excellence in Education sowie einige Organisationen, die Frauen in den sogenannten MINT-Fächern unterstützen und fördern.

## Bekannte ehemalige Mitarbeiter
- Jeff Bezos, Gründer von Amazon[22]
- MacKenzie Scott, Schriftstellerin und Philanthropin
- Cathy O’Neil, US-amerikanische Mathematikerin[23]
- David Siegel, Mitgründer von Two Sigma[24][25]
- John Overdeck, Mitgründer von Two Sigma[24][25]
- Charles Ardai, US-amerikanischer Schriftsteller[26]
- Lawrence Summers, US-amerikanischer Ökonom und Politiker[27]